# Mogapi
Mogapi is een dorp in het district Central in Botswana. De plaats telt 1939 inwoners (2011).